# Kim Yong Hwan (homme politique)
Kim Young Hwan (Hangul: 김영환) est un homme politique nord-coréen. Il est membre du Comité de la censure du Parti du travail de Corée et est le président du comité provincial du Parti du travail de Corée de Pyongyang.

## Biographie
En février 1997, Kim Young Hwan est élu vice-président de la Cour suprême de Corée du Nord. En mai 2016, durant le 7e songrès du Parti du travail de Corée, il est élu membre de la Commission d'inspection du Parti du travail de Corée. Après avoir été élu à la position de président du comité provincial du Parti du travail de Corée dans la province de Ryanggang, il est élu le 29 février 2020 président du comité provincial du Parti du travail de Corée de Pyongyang durant une rencontre du Politburo.